# 1581 w literaturze
Wydarzenia literackie w 1581 roku.

## Nowe książki
- polskie

- zagraniczne
  - Torquato Tasso, Jerozolima wyzwolona
  - Marcin Luter, Bardejovský katechizmus (przekład)

## Urodzili się
- Elizabeth Jane Weston – poetka nowołacińska